# 杜固镇
杜固镇，是中华人民共和国河北省石家庄市新乐市下辖的一个乡镇级行政单位。

## 行政区划
杜固镇下辖以下地区：
杜固村、东曹村、宋村、岗怀里村、解香村、宣村、北贾庄村、南贾庄村、小吴村、杜寺村、北累头村、南累头村、累头屯村和东义合庄村。